# Die fliehende Geldbörse
Das unter der Bezeichnung Die fliehende Geldbörse oder Finderlohn bekannte Spiel ist ein altes, von Kindern seit Generationen praktiziertes Hämespiel.

## Spielgedanke
Das Spiel „Die fliehende Geldbörse“ lebt von der Schadenfreude, jemanden hereinzulegen, indem man ihn in seiner Erwartung täuscht.

## Spielablauf
Die Spielenden befestigen eine ausrangierte Geldbörse an einem langen, möglichst unsichtbaren (Nylon)faden und platzieren sie auf die Gehstrecke von Passanten. Sie verstecken sich anschließend mit dem anderen Ende des Fadens hinter einem Sichtschutz. „Wenn ein ahnungsloser Passant sich bückt, um den vermeintlichen Glücksfund aufzuheben, entzieht sich dieser wie von Geisterhand durch einen plötzlichen Ruck an dem Faden seinem Zugriff.“
Wenn kein unmittelbarer Sichtkontakt aus dem Versteck hinter einer Mauer oder aus einem Kellerfenster möglich ist, gibt ein Mitspieler mit freier Sicht auf das Geschehen das Kommando, wann die Börse sich verflüchtigen soll.

## Bezeichnungen
Der sprechende Name „Die fliehende Geldbörse“ bezeichnet den sichtbaren Vorgang, dass sich der Gegenstand der Begierde dem erwartungsvollen Zugriff scheinbar durch Flucht entzieht. Der alternative Name „Finderlohn“ bezieht sich als ironische Bezeichnung auf die enttäuschte Erwartung und die Blamage, in einem Scherzspiel hereingelegt worden zu sein.

## Spielsystematische Einordnung
Das Spiel ist nach den Recherchen von Warwitz/Rudolf bereits mehreren Generationen, also nachweislich mindestens seit der ersten Hälfte des 20. Jahrhunderts, als beliebtes Straßenspiel bekannt. Es zählt spielsystematisch zu den sogenannten „Hämespielen“, die darauf abzielen, Spielfreude aus dem Übertölpeln eines Ahnungslosen zu gewinnen.

## Spielwert
Das Spiel löst bei dem Betroffenen zunächst ein Schreckmoment aus. Es hängt danach wesentlich vom Charakter des Getäuschten ab, ob er darauf mit Humor und Selbstironie oder mit Wut und Aggression reagiert. Die Erwartung solch einer spannenden Reaktion ist Teil des Spielerlebens derjenigen, die das Spiel arrangieren.

## Variante
Der Spielwissenschaftler Siegbert Warwitz berichtet von einer Variante des Spiels, die er bei Touristen beobachtete, die sich damit die Wartezeit auf den Anschlussflug im Flughafenterminal kurzweilig gestalteten: Ein scheinbar abgelenkter Reisender legte wie zufällig eine ausrangierte Geldbörse neben sich auf die Sitzbank, die nichts enthielt als einen Zettel. Eine Begleitperson bekam den Auftrag, möglichst unauffällig zu registrieren, was damit passierte. Nach einiger Zeit näherte sich eine Putzkraft. Sie fegte zunächst um die Wartenden herum den Boden und die Sitze, näherte sich dann aber der Geldbörse und schob sie blitzschnell mit dem Feger in den Kasten. Der Hämespaß dabei war, den Gesichtsausdruck des erwartungsfrohen Menschen zu beobachten, als er wieder aus der gegenüberliegenden Toilette auftauchte. Auf dem Zettel stand nämlich: „Ätsch! Reingelegt! Sind Sie ein Dieb?“

## Einzelbelege
1. 1 2  Siegbert A. Warwitz, Anita Rudolf: Die fliehende Geldbörse (Finderlohn), In: Dies.: Vom Sinn des Spielens. Reflexionen und Spielideen. 5. Auflage, Verlag Schneider, Baltmannsweiler 2021, S. 160
2. ↑  Siegbert A. Warwitz: Hämespiele, In: Ders.(Hrsg.): Spiele anderer Zeiten und Völker. Karlsruhe 1998, S. 87.